# Ida Barney
Ida Barney (6 de noviembre de 1886-7 de marzo de 1982) fue una astrónoma estadounidense, conocida por sus 22 volúmenes de mediciones astrométricas de 150 000 estrellas. Se formó en el Smith College y en la Universidad de Yale y pasó la mayor parte de su carrera en el Observatorio de la Universidad de Yale. En 1952 recibió el Premio de Astronomía Annie Jump Cannon.

## Su vida
Barney nació el 6 de noviembre de 1886 en New Haven (Connecticut). Sus padres fueron Ida Bushnell Barney y Samuel Eben Barney. Fue una entusiasta observadora de aves y presidente del New Haven Bird Club. Tras su jubilación en Yale, volvió a vivir en New Haven, donde murió el 7 de marzo de 1982, a los 95 años de edad.

## Educación
En 1908, Barney se graduó en el Smith College, obteniendo un título de Bachelor of Arts. Allí fue miembro de las sociedades estudiantiles Phi Beta Kappa y Sigma Xi. Tres años más tarde obtuvo su Ph.D. en matemática en la Universidad de Yale.

## Carrera científica

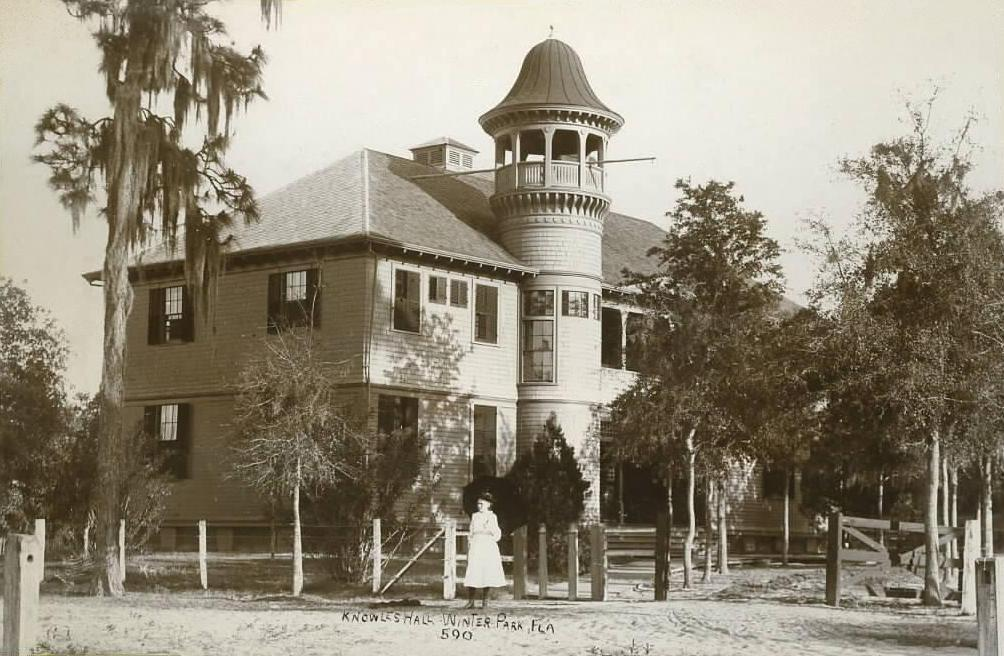
Rollins College, circa 1909

Durante 1911-1912, Barney trabajó como profesora de matemática en el Rollins College. Luego trabajó en su alma mater, el Smith College, donde también enseñó matemática. En 1917 fue contratada como profesora en el Lake Erie College, donde permaneció hasta 1919. En 1920, regresó al Smith College como profesora asistente. En 1922, el Observatorio de la Universidad de Yale designó a Barney como investigadora asistente, un cargo que mantuvo hasta 1949, cuando fue promovida a investigadora asociada. El observatorio estaba asignando importantes recursos en astrometría gracias al desarrollo de telescopios con cámaras fotográficas. Al inicio de su carrera en astronomía, Barney trabajó bajo la dirección de Frank Schlesinger; marcó las posiciones de estrellas en placas fotográficas y trabajó en los cálculos de sus coordenadas celestes a partir de las posiciones en las placas. La tarea era tediosa, y Schlesinger pensó que era apropiada para mujeres no calificadas para la investigación teórica. A pesar de ello, Barney desarrolló varios métodos que incrementaron tanto la exactitud como la velocidad de las mediciones, incluyendo el uso de una máquina que automáticamente centraba las placas fotográficas Su obra, completada a lo largo de 23 años, contribuyó al Yale Observatory Zone Catalog, una serie de catálogos de estrellas publicados por el observatorio de Yale de 1939 a 1983, conteniendo cerca de 400 000 estrellas, e influyendo sobre el Bright Star Catalogue. Su contribución individual a estos catálogos de estrellas consistió en registrar la posición, magnitud aparente y movimiento propio de aproximadamente 150 000 estrellas. Debido a su gran precisión, el catálogo es utilizado actualmente y estudios de los movimientos propios. Se retiró de la vida académica en 1955. Su sucesora fue Ellen Dorrit Hoffleit.

### Reconocimientos
Mientras era investigadora asociada en el observatorio de la Universidad de Yale, en 1952, Barney recibió el Premio de Astronomía Annie Jump Cannon, un premio muy prestigioso para mujeres astrónomas otorgado por la American Astronomical Society.
Sus restos están sepultados en el Cementerio de Grove Street en New Haven, Connecticut.
El planetoide Barney1159 T-2 (#5655 Barney) es un asteroide perteneciente al cinturón de asteroides. Fue descubierto el 29 de septiembre de 1973 por Ingrid van Houten-Groeneveld. Cornelis Johannes van Houten y Tom Gehrels del Observatorio Palomar, lo llamaron así en su honor.

## Obra
- Barney, Ida; Schilt, Jan (1927). «Discussion of the proper motions in the equatorial Zone». Astronomical Journal 37: 181. Bibcode:1927AJ.....37..181B. doi:10.1086/104785.
- Barney, Ida; Schilt, Jan (1930). «Analysis of the Yale proper motions in the zones between +50 degrees and +55 degrees and between +55 degrees and +60». Astronomical publicación 40: 168. Bibcode:1930AJ.....40..168B. doi:10.1086/105000.
- Barney, Ida; Schlesinger, Frank (1938). «An effect of a star's color upon its apparent photographic position». Astronomical publicación 47: 86. Bibcode:1938AJ.....47...86B. doi:10.1086/105478.
- Barney, Ida; Schlesinger, Frank (1939). «On the accuracy of the proper motions in the General Catalogue Albany». Astronomical publicación 48: 51. Bibcode:1939AJ.....48...51B. doi:10.1086/105546.
- Barney, Ida; Schlesinger, Frank (1940). «New reductions of astrographic plates with the help of the Yale photographic Catalogues». Astronomical publicación 49: 39. Bibcode:1940AJ.....49...39B. doi:10.1086/105625.[A]